# تپه برزلجین۲
تپه برزلجین۲ در شهرستان تاکستان، روستای بزرلجین واقع شده و این اثر در تاریخ ۲۸ فروردین ۱۳۸۰ با شمارهٔ ثبت ۳۷۴۳ به‌عنوان یکی از آثار ملی ایران به ثبت رسیده است.